# Trofeul Carpați (handbal feminin) - Ediția a 54-a
Competiția din 2024, denumită din motive de sponsorizare „Trofeul Carpați Niro”, a reprezentat a 54-a ediție a Trofeului Carpați la handbal feminin pentru senioare, turneu amical organizat anual de Federația Română de Handbal cu începere din anul 1959. Ediția din 2024 a fost găzduită de sala polivalentă BTarena din orașul Cluj-Napoca, între 25 și 27 octombrie 2024. Sponsorul principal al ediției a fost Niro Investment Group.
Câștigătoarea ediției a 54-a a fost echipa Elveției.

## Echipe participante
Echipele participante au fost anunțate pe 30 septembrie: Brazilia, Elveția, Macedonia de Nord, Slovacia, Turcia și România.

### România
România a participat cu o echipă de 18 jucătoare, condusă de antrenorii Florentin Pera și Bogdan Burcea. Lotul național convocat în perioada 21-28 octombrie 2024, cuprinzând 28 de jucătoare, a fost făcut public pe 15 octombrie. Componența echipei care a participat la Trofeul Carpați a fost publicată pe 16 octombrie. Deși prezentă la sală, Daria Bucur nu a jucat în nici o partidă, din cauza unei accidentări.
Înainte de începerea turneului, unele surse de presă au explicat neconvocarea centrului și căpitanul echipei României, Cristina Laslo, printr-un conflict care ar fi existat între jucătoare și Florentin Pera, antrenorul ei de la națională și de la echipa de club. Pera a negat conflictul, motivând neconvocarea prin forma slabă de joc a handbalistei, revenită după o accidentare. O altă controversă a reprezentat-o retragerea de la națională a Elizei Buceschi, care s-a declarat dezamăgită că nu a mai fost convocată la acțiunile echipei și că nu a mai fost contactată de oficialii FRH. Costică Buceschi, fost antrenor al naționalei feminine și tatăl jucătoarei, a confirmat situația descrisă de handbalistă, însă Florentin Pera a precizat că a avut „cu Eliza o relație extraordinar de bună la echipa națională” și că și-a „dorit enorm de mult ca Eliza să rămână”, însă aceasta își anunțase de fapt retragerea încă din luna februarie 2024.
- Antrenor principal:  Florentin Pera
- Antrenor secund:  Bogdan Burcea
- Antrenor pentru portari:  Ildiko Barbu

| Nr. | Post                | Nume                    | Data nașterii (vârsta) | Înălțime | Selecții | Goluri | Echipă                         |
| --- | ------------------- | ----------------------- | ---------------------- | -------- | -------- | ------ | ------------------------------ |
| 1   | Portar              | Bianca Curmenț          | 12 iunie 1997          | 1,82 m   |          |        | CSM Corona Brașov              |
| 2   | Extremă dreapta     | Mihaela Mihai           | 15 decembrie 2004      | 1,78 m   | 0        | 0      | CSM București                  |
| 3   | Pivot               | Iaroslava Burlacenko    | 14 mai 1992            | 1,79 m   | 0        | 0      | CS Gloria 2018 Bistrița-Năsăud |
| 12  | Portar              | Diana Ciucă             | 1 iunie 2000           | 1,80 m   |          |        | CS Rapid București             |
| 14  | Intermediar stânga  | Bianca Bazaliu          | 30 iulie 1997          | 1,81 m   |          |        | CS Gloria 2018 Bistrița-Năsăud |
| 17  | Centru              | Rebeca Necula           | 17 aprilie 2003        | 1,68 m   |          |        | SCM Râmnicu Vâlcea             |
| 24  | Centru              | Alisia Boiciuc          | 20 iulie 2005          | 1,78 m   |          |        | CSM Corona Brașov              |
| 27  | Pivot               | Lorena Ostase (căpitan) | 25 iulie 1997          | 1,79 m   |          |        | CS Rapid București             |
| 39  | Extremă dreapta     | Andra Buzoianu          | 15 septembrie 2000     | 1,72 m   |          |        | SCM Gloria Buzău               |
| 44  | Extremă stânga      | Éva Kerekes             | 7 aprilie 2001         | 1,71 m   |          |        | CS Gloria 2018 Bistrița-Năsăud |
| 49  | Pivot               | Andreea Ailincăi        | 15 decembrie 2003      | 1,90 m   |          |        | CSM București                  |
| 55  | Extremă dreapta     | Oana Borș               | 27 noiembrie 2003      | 1,79 m   |          |        | HC Dunărea Brăila              |
| 70  | Centru              | Andreea Popa            | 3 iunie 2000           | 1,75 m   |          |        | HC Dunărea Brăila              |
| 71  | Intermediar dreapta | Alicia Gogîrlă          | 17 ianuarie 2003       | 1,83 m   |          |        | SCM Râmnicu Vâlcea             |
| 79  | Extremă stânga      | Corina Lupei            | 12 iulie 2002          | 1,75 m   |          |        | HC Dunărea Brăila              |
| 98  | Portar              | Daciana Hosu            | 16 ianuarie 1998       | 1,82 m   |          |        | CSM București                  |
| 99  | Intermediar stânga  | Sorina Grozav           | 27 mai 1999            | 1,75 m   |          |        | CS Rapid București             |
|     | Intermediar dreapta | Daria Bucur             | 11 iulie 1999          | 1,80 m   |          |        | SCM Gloria Buzău               |

### Brazilia
Brazilia a participat cu un lot de 18 jucătoare, condus de antrenorul Cristiano Rocha. Componența echipei a fost anunțată pe 9 octombrie 2024.
- Antrenor principal:  Cristiano Rocha
- Antrenor secund:  Álvaro Casagrande
- Antrenor pentru portari:  Marcos dos Santos

| Nr. | Post                | Nume                      | Data nașterii (vârsta) | Înălțime | Selecții | Goluri | Echipă                         |
| --- | ------------------- | ------------------------- | ---------------------- | -------- | -------- | ------ | ------------------------------ |
| 1   | Portar              | Gabriela Moreschi         | 8 iulie 1994           | 1,90 m   |          |        | CSM București                  |
| 2   | Intermediar stânga  | Bruna de Paula            | 26 septembrie 1996     | 1,73 m   |          |        | Győri Audi ETO KC              |
| 6   | Intermediar stânga  | Mariane Fernandes         | 4 ianuarie 1996        | 1,65 m   |          |        | MKS Zagłębie Lubin             |
| 7   | Pivot               | Tamires Araújo            | 16 mai 1994            | 1,82 m   |          |        | CS Gloria 2018 Bistrița-Năsăud |
| 8   | Extremă stânga      | Jamily Felix              | 8 ianuarie 1998        | 1,63 m   |          |        | Clube Português                |
| 10  | Extremă dreapta     | Jéssica Quintino          | 17 aprilie 1991        | 1,72 m   |          |        | CS Minaur Baia Mare            |
| 14  | Extremă stânga      | Ana Cláudia Bolzan        | 15 iulie 1996          | 1,77 m   |          |        | Benfica Lisabona               |
| 19  | Pivot               | Milena Menezes            | 1 octombrie 2000       | 1,77 m   |          |        | Kometal Gjorče Petrov          |
| 21  | Extremă dreapta     | Adriana Cardoso de Castro | 29 octombrie 1990      | 1,67 m   |          |        | Toulon Métropole Var           |
| 22  | Intermediar stânga  | Samara da Silva           | 7 noiembrie 1991       | 1,84 m   |          |        | Al Ahly                        |
| 28  | Intermediar dreapta | Micaela Rodrigues         | 2 august 2003          | 1,73 m   |          |        | Esporte Clube Pinheiros        |
| 35  | Centru              | Grasielly Pereira         | 12 martie 2001         | 1,73 m   |          |        | Club Deportivo Beti Onak       |
| 36  | Pivot               | Marcela Arounian          | 7 ianuarie 2000        | 1,84 m   |          |        | CD BM Aula Valladolid          |
| 42  | Centru              | Jhennifer Lopes           | 28 iulie 2000          | 1,76 m   |          |        | Rocasa Gran Canaria            |
| 49  | Centru              | Patrícia Matieli          | 8 noiembrie 1988       | 1,68 m   |          |        | MKS Zagłębie Lubin             |
| 77  | Intermediar stânga  | Kelly De Abreu            | 25 ianuarie 2004       | 1,80 m   |          |        | Club Balonmano Elche           |
| 87  | Portar              | Renata Arruda             | 18 februarie 1999      | 1,80 m   |          |        | CS Gloria 2018 Bistrița-Năsăud |
| 93  | Portar              | Naira de Almeida          | 7 august 1993          | 1,79 m   |          |        | Szombathelyi KC                |

### Elveția
Elveția a participat cu un lot de 18 jucătoare, condus de antrenorul Knut Ove Joa. Echipa a fost anunțată inițial pe 9 septembrie 2024 și modificată pe 9 octombrie.
- Antrenor principal:  Knut Ove Joa
- Antrenor secund:  Vroni Keller
- Antrenor pentru portari:  Miloš Čučković

| Nr. | Post                | Nume               | Data nașterii (vârsta) | Înălțime | Selecții | Goluri | Echipă                  |
| --- | ------------------- | ------------------ | ---------------------- | -------- | -------- | ------ | ----------------------- |
| 1   | Portar              | Lea Schüpbach      | 10 septembrie 1997     | 1,78 m   |          |        | TuS Metzingen           |
| 2   | Intermediar stânga  | Chantal Wick       | 24 februarie 1994      | 1,74 m   | 50       | 36     | GC Amicitia Zürich      |
| 5   | Centru              | Lisa Frey          | 16 februarie 1995      | 1,76 m   | 90       | 141    | HSG Blomberg-Lippe      |
| 7   | Pivot               | Tabea Schmid       | 14 august 2003         | 1,75 m   | 32       | 129    | København Håndbold      |
| 8   | Extremă dreapta     | Mia Emmenegger     | 17 ianuarie 2005       | 1,60 m   | 28       | 144    | Vipers Kristiansand     |
| 9   | Intermediar stânga  | Kim Erni           | 16 iunie 2005          | 1,83 m   | 0        | 0      | GC Amicitia Zürich      |
| 10  | Intermediar stânga  | Daphne Gautschi    | 9 iulie 2000           | 1,73 m   | 43       | 147    | Handball Plan-de-Cuques |
| 12  | Portar              | Manuela Brütsch    | 14 februarie 1984      | 1,76 m   | 170      | 0      | LC Brühl                |
| 13  | Extremă stânga      | Era Baumann        | 10 aprilie 2007        | 1,68 m   | 0        | 0      | GC Amicitia Zürich      |
| 15  | Intermediar stânga  | Norma Goldmann     | 6 octombrie 2003       | 1,72 m   | 16       | 13     | Kristianstad Handboll   |
| 16  | Portar              | Seraina Kuratli    | 18 aprilie 2007        | 1,76 m   | 0        | 0      | GC Amicitia Zürich      |
| 17  | Intermediar stânga  | Charlotte Kähr     | 27 iunie 2001          | 1,73 m   | 45       | 56     | Buxtehuder SV           |
| 19  | Intermediar dreapta | Yara Mosimann      | 10 mai 2004            | 1,77 m   |          |        | LC Brühl                |
| 20  | Extremă stânga      | Alessia Riner      | 8 ianuarie 2004        | 1,70 m   | 32       | 71     | Sport-Union Neckarsulm  |
| 22  | Centru              | Nuria Bucher       | 21 martie 2005         | 1,77 m   | 17       | 45     | Spono Eagles            |
| 27  | Extremă dreapta     | Angelina Schläpfer | 7 august 2005          | 1,66 m   |          |        | GC Amicitia Zürich      |
| 33  | Pivot               | Nora Snedkerud     | 21 ianuarie 2005       | 1,80 m   | 0        | 0      | Spono Eagles            |
| 34  | Intermediar dreapta | Emma Bächtiger     | 28 mai 2004            | 1,78 m   | 16       | 17     | LK Zug                  |

### Macedonia de Nord
Macedonia de Nord a participat cu un lot condus de antrenorul Kristijan Grcevski. O echipă cu 22 de jucătoare a fost anunțată pe 15 octombrie. Ulterior, echipa a fost restrânsă la 18 jucătoare.
- Antrenor principal:  Kristijan Grcevski
- Antrenor secund:  Nenad Dobrevski

| Nr. | Post                | Nume                  | Data nașterii (vârsta) | Înălțime | Selecții | Goluri | Echipă                    |
| --- | ------------------- | --------------------- | ---------------------- | -------- | -------- | ------ | ------------------------- |
| 1   | Portar              | Matea Čurlinovska     | 6 decembrie 2005       | 1,75 m   |          |        | ŽRK Despina               |
| 5   | Centru              | Marija Anceva         | 5 decembrie 1993       | 1,70 m   |          |        | ŽRK Astibo                |
| 7   | Pivot               | Ivana Gakidova        | 27 februarie 1995      | 1.80 m   |          |        | CSM Slatina               |
| 10  | Centru              | Ana Marija Kolarovska | 18 august 2002         | 1,73 m   |          |        | Kometal Gjorče Petrove    |
| 12  | Portar              | Dragana Petkovska     | 12 iunie 1996          | 1,74 m   |          |        | PDO Handball Salerno 1985 |
| 13  | Pivot               | Ivana Djatevska       | 13 aprilie 2003        | 1,79 m   |          |        | VÁRDA Kézilabda Kft.      |
| 15  | Intermediar stânga  | Marija Jankulovska    | 2 noiembrie 2005       | 1,75 m   |          |        | ŽRK Metalurg Avtokomanda  |
| 17  | Intermediar dreapta | Teodora Dukoska       | 10 iunie 2004          | 1,70 m   |          |        | ŽRK Čair                  |
| 22  | Extremă stânga      | Bojana Dinevska       | 7 octombrie 2000       | 1,63 m   |          |        | ŽRK Čair                  |
| 24  | Centru              | Borjana Koceva        | 29 iunie 2004          | 1,74 m   |          |        | ŽRK Metalurg Avtokomanda  |
| 26  | Portar              | Jovana Micevska       | 26 iulie 2000          | 1,76 m   |          |        | CSM Slatina               |
| 30  | Intermediar dreapta | Jovana Kiprijanovska  | 30 decembrie 2001      | 1,84 m   |          |        | Sambre-Avesnois Handball  |
| 31  | Intermediar stânga  | Andrea Sedloska       | 6 martie 2003          | 1,83 m   |          |        | RK Lokomotiva Zagreb      |
| 33  | Extremă dreapta     | Sara Ristovska        | 9 septembrie 1996      | 1,69 m   |          |        | CS Rapid București        |
| 41  | Intermediar stânga  | Sara Stefanovska      | 25 septembrie 1998     | 1,80 m   |          |        | ŽORK Jagodina             |
| 58  | Intermediar stânga  | Simona Madjovska      | 27 iulie 2004          | 1,81 m   |          |        | BSV Sachsen Zwickau       |
| 71  | Extremă stânga      | Jovana Sazdovska      | 27 iulie 1993          | 1,75 m   |          |        | CSM Slatina               |
| 93  | Pivot               | Katerina Damjanoska   | 19 mai 2003            | 1,73 m   |          |        | Kometal Gjorče Petrove    |

### Slovacia
Slovacia a participat cu un lot de 18 jucătoare, condus de antrenorul Jorge Dueñas. Componența echipei a fost anunțată pe 4 octombrie 2024. Pe 17 octombrie, tânăra extremă dreapta Laura Brezánska a fost înlocuită cu Natalia Dmytrenko, ca urmare a unei accidentări.
- Antrenor principal:  Jorge Dueñas
- Antrenor secund:  Peter Pčola
- Antrenor pentru portari:  Juan Carlos Aberasturi

| Nr. | Post                | Nume                | Data nașterii (vârsta) | Înălțime | Selecții | Goluri | Echipă                     |
| --- | ------------------- | ------------------- | ---------------------- | -------- | -------- | ------ | -------------------------- |
| 3   | Intermediar         | Alena Dvorščáková   | 29 martie 2002         | 1,77 m   |          |        | MŠK Iuventa Michalovce     |
| 5   | Intermediar stânga  | Tatiana Šutranová   | 26 august 1997         | 1,81 m   | 0        |        | CS Măgura Cisnădie         |
| 6   | Extremă stânga      | Martina Popovcová   | 12 septembrie 2000     | 1,71 m   | 37       |        | MŠK Iuventa Michalovce     |
| 7   | Pivot               | Diana Michálková    | 15 august 2000         | 1,69 m   | 9        |        | UHC Stockerau              |
| 9   | Pivot               | Kristína Pastorková | 16 septembrie 1997     | 1,73 m   | 27       |        | HC DAC Dunajská Streda     |
| 11  | Intermediar stânga  | Olívia Ščípová      | 21 august 2002         | 1,78 m   | 17       |        | HK Slovan Duslo Šaľa       |
| 18  | Extremă dreapta     | Lenka Ratvajská     | 18 septembrie 2000     | 1,63 m   | 13       |        | HK Slovan Duslo Šaľa       |
| 19  | Centru              | Adriana Holejová    | 11 februarie 1999      | 1,71 m   | 31       |        | OGC Nice Handball          |
| 28  | Intermediar dreapta | Barbora Lancz       | 28 iulie 2002          | 1,71 m   | 41       |        | Mosonmagyaróvári KC SE     |
| 29  | Pivot               | Viktória Györiová   | 13 mai 2003            | 1,74 m   | 20       |        | Nemzeti Kézilabda Akadémia |
| 32  | Portar              | Bella Oláhová       | 12 decembrie 2000      | 1,73 m   | 8        | 0      | HK Slovan Duslo Šaľa       |
| 42  | Intermediar dreapta | Karin Bujnochová    | 1 noiembrie 1994       | 1,75 m   | 65       |        | Szombathelyi KC            |
| 38  | Centru              | Dorota Bačenková    | 25 iunie 2004          | 1,73 m   | 5        |        | MŠK Iuventa Michalovce     |
| 61  | Portar              | Iryna Yablonská     | 3 decembrie 1991       | 1,76 m   | 2        | 0      | MŠK Iuventa Michalovce     |
| 71  | Portar              | Barbora Jakubíková  | 29 martie 2004         | 1,83 m   | 0        | 0      | MŠK Iuventa Michalovce     |
| 74  | Centru              | Erika Rajnohová     | 1 august 1998          | 1,75 m   | 20       |        | HC DAC Dunajská Streda     |
| 88  | Extremă dreapta     | Natalia Dmytrenko   | 5 octombrie 2003       | 1,64 m   |          |        | MŠK Iuventa Michalovce     |
| 91  | Extremă stânga      | Réka Bíziková       | 21 decembrie 1991      | 1,70 m   | 74       |        | Komárom VSE                |

### Turcia
Turcia a participat cu un lot de 18 jucătoare, condus de antrenorul Costică Buceschi. Componența echipei a fost anunțată pe 4 octombrie 2024.
- Antrenor principal:  Costică Buceschi
- Antrenor secund:  Yeliz Yılmaz
- Antrenor pentru portari:  Ragıp Demirman

| Nr. | Post                | Nume                | Data nașterii (vârsta) | Înălțime | Selecții | Goluri | Echipă                      |
| --- | ------------------- | ------------------- | ---------------------- | -------- | -------- | ------ | --------------------------- |
| 1   | Extremă stânga      | Beyzanur Türkyılmaz | 29 august 2001         | 1,69 m   |          |        | Adasokağı Spor Kulübü       |
| 6   | Intermediar stânga  | Sevgi Kalyoncuoğlu  | 2 septembrie 1999      | 1,78 m   |          |        | Yenimahalle Belediyesi      |
| 7   | Intermediar dreapta | Edanur Burhan       | 11 octombrie 1999      | 1,70 m   |          |        | Armada Praxis Yalıkavakspor |
| 9   | Intermediar stânga  | Aslı İskit          | 7 decembrie 1993       | 1,78 m   |          |        | SCM Craiova                 |
| 10  | Centru              | Gülcan Tügel        | 10 iulie 2000          | 1,73 m   |          |        | Adasokağı Spor Kulübü       |
| 11  | Centru              | Döne Gül Bozdoğan   | 3 februarie 1999       | 1,72 m   |          |        | CSM Slatina                 |
| 13  | Extremă dreapta     | Bilgenur Öztürk     | 16 iunie 1999          | 1,71 m   |          |        | Armada Praxis Yalıkavakspor |
| 14  | Pivot               | Nurceren Akgün      | 20 iunie 1992          | 1,81 m   |          |        | Armada Praxis Yalıkavakspor |
| 15  | Centru              | Betül Karaarslan    | 15 mai 2002            | 1,68 m   |          |        | Házená Kynžvart             |
| 17  | Extremă stânga      | Beyza İrem Türkoğlu | 4 februarie 1997       | 1,73 m   |          |        | SCM Gloria Buzău            |
| 21  | Intermediar stânga  | Betül Yılmaz        | 31 octombrie 1988      | 1,78 m   |          |        | Bursa Büyükşehir Bld.       |
| 22  | Extremă dreapta     | Emine Gökdemir      | 1 februarie 2003       | 1,63 m   |          |        | Bursa Büyükşehir Bld.       |
| 23  | Centru              | Yasemin Şahin       | 25 iunie 1988          | 1,68 m   |          |        | Üsküdar BSK                 |
| 47  | Pivot               | Büşra Işıkhan       | 1 ianuarie 1999        | 1,78 m   |          |        | Achenheim Truchtersheim HB  |
| 58  | Portar              | Merve Erbektaş      | 15 aprilie 1996        | 1,82 m   |          |        | CSM Slatina                 |
| 61  | Intermediar dreapta | Eda Nur Çetin       | 30 mai 2000            | 1,71 m   |          |        | Bursa Büyükşehir Bld.       |
| 87  | Portar              | Ceyhan Coşkunsu     | 14 mai 2002            | 1,85 m   |          |        | Adasokağı Spor Kulübü       |
| 99  | Pivot               | Ceren Demirçelen    | 23 februarie 1992      | 1,73 m   |          |        | Bursa Büyükşehir Bld.       |

## Partide
Partidele au avut loc pe durata a trei zile, 25, 26 și 27 octombrie 2024, la BTarena din Cluj-Napoca, și au fost transmise de postul de televiziune PRO Arena. Spre deosebire de alte ediții, cea din 2024 nu s-a desfășurat în sistem fiecare cu fiecare, ci după un altgorim conceput special. Fiecare dintre echipele participante a disputat câte trei meciuri, iar pe baza rezultatelor a fost întocmit clasamentul final.
Programul complet și orele de desfășurare ale partidelor au fost anunțate pe 30 septembrie 2024. Biletele au fost puse în vânzare în aceeași zi.
| 25 octombrie 2024 14:30 | Brazilia   | 34 – 30 | Slovacia    | BTarena, Cluj-Napoca Asistență: 100 Arbitri: Răduț, Enache |
| 25 octombrie 2024 14:30 | Arounian 6 | (18–14) | Popovcová 6 | BTarena, Cluj-Napoca Asistență: 100 Arbitri: Răduț, Enache |
| 25 octombrie 2024 14:30 | 1× 1×      | Cronica | 4× 1×       | BTarena, Cluj-Napoca Asistență: 100 Arbitri: Răduț, Enache |

| 25 octombrie 2024 17:30 | România   | 36 – 25 | Macedonia de Nord         | BTarena, Cluj-Napoca Asistență: 400 Arbitri: Merisi, Pepe |
| 25 octombrie 2024 17:30 | Bazaliu 8 | (16–12) | Gakidova, Kiprijanovska 6 | BTarena, Cluj-Napoca Asistență: 400 Arbitri: Merisi, Pepe |
| 25 octombrie 2024 17:30 | 4× 1×     | Cronica | 4×                        | BTarena, Cluj-Napoca Asistență: 400 Arbitri: Merisi, Pepe |

| 25 octombrie 2024 19:30 | Elveția      | 37 – 26 | Turcia   | BTarena, Cluj-Napoca Asistență: 250 Arbitri: Badea, Sándor |
| 25 octombrie 2024 19:30 | Emmenegger 7 | (16–14) | Yılmaz 5 | BTarena, Cluj-Napoca Asistență: 250 Arbitri: Badea, Sándor |
| 25 octombrie 2024 19:30 | 3× 1×        | Cronica | 5×       | BTarena, Cluj-Napoca Asistență: 250 Arbitri: Badea, Sándor |

| 26 octombrie 2024 14:30 | Macedonia de Nord | 27 – 29 | Slovacia | BTarena, Cluj-Napoca Asistență: 100 Arbitri: Merisi, Pepe |
| 26 octombrie 2024 14:30 | Ristovska 7       | (17–15) | Lancz 10 | BTarena, Cluj-Napoca Asistență: 100 Arbitri: Merisi, Pepe |
| 26 octombrie 2024 14:30 | 3× 2×             | Cronica | 4×       | BTarena, Cluj-Napoca Asistență: 100 Arbitri: Merisi, Pepe |

| 26 octombrie 2024 17:30 | România   | 27 – 36 | Elveția   | BTarena, Cluj-Napoca Asistență: 2500 Arbitri: Cazan, Suliman |
| 26 octombrie 2024 17:30 | Bazaliu 6 | (16–16) | Schmid 13 | BTarena, Cluj-Napoca Asistență: 2500 Arbitri: Cazan, Suliman |
| 26 octombrie 2024 17:30 | 6×        | Cronica | 7× 2×     | BTarena, Cluj-Napoca Asistență: 2500 Arbitri: Cazan, Suliman |

| 26 octombrie 2024 19:30 | Brazilia                     | 33 – 28 | Turcia            | BTarena, Cluj-Napoca Asistență: 2000 Arbitri: Badea, Sándor |
| 26 octombrie 2024 19:30 | Felix, Fernandes, Quintino 4 | (16–14) | İskit, Türkoğlu 5 | BTarena, Cluj-Napoca Asistență: 2000 Arbitri: Badea, Sándor |
| 26 octombrie 2024 19:30 | 5×                           | Cronica | 1×                | BTarena, Cluj-Napoca Asistență: 2000 Arbitri: Badea, Sándor |

| 27 octombrie 2024 12:30 | Elveția    | 27 – 22 | Macedonia de Nord       | BTarena, Cluj-Napoca Asistență: 100 Arbitri: Răduț, Enache |
| 27 octombrie 2024 12:30 | Gautschi 8 | (14–12) | Damjanoska, Ristovska 5 | BTarena, Cluj-Napoca Asistență: 100 Arbitri: Răduț, Enache |
| 27 octombrie 2024 12:30 | 2× 2×      | Cronica | 4× 2×                   | BTarena, Cluj-Napoca Asistență: 100 Arbitri: Răduț, Enache |

| 27 octombrie 2024 14:30 | Turcia  | 31 – 36 | Slovacia | BTarena, Cluj-Napoca Asistență: 1000 Arbitri: Cazan, Suliman |
| 27 octombrie 2024 14:30 | İskit 6 | (18–19) | Lancz 12 | BTarena, Cluj-Napoca Asistență: 1000 Arbitri: Cazan, Suliman |
| 27 octombrie 2024 14:30 | 4× 1×   | Cronica | 3×       | BTarena, Cluj-Napoca Asistență: 1000 Arbitri: Cazan, Suliman |

Semnalul de începere a partidei a fost dat de fostele extreme ale naționalei României, Valentina Ardean-Elisei și Ada Nechita.
| 27 octombrie 2024 17:30 | România  | 31 – 34 | Brazilia   | BTarena, Cluj-Napoca Asistență: 1500 Arbitri: Merisi, Pepe |
| 27 octombrie 2024 17:30 | Ostase 7 | (17–18) | De Paula 8 | BTarena, Cluj-Napoca Asistență: 1500 Arbitri: Merisi, Pepe |
| 27 octombrie 2024 17:30 | 2× 1×    | Cronica | 6× 1×      | BTarena, Cluj-Napoca Asistență: 1500 Arbitri: Merisi, Pepe |

## Clasament și statistici

### Clasamentul final
Actualizat pe 27 octombrie 2024
| Echipa            | M | V | E | Î | GM  | GP  | G   | Pct |
| ----------------- | - | - | - | - | --- | --- | --- | --- |
| Elveția           | 3 | 3 | 0 | 0 | 100 | 75  | +25 | 6   |
| Brazilia          | 3 | 3 | 0 | 0 | 101 | 89  | +12 | 6   |
| Slovacia          | 3 | 2 | 0 | 1 | 95  | 92  | +3  | 4   |
| România           | 3 | 1 | 0 | 2 | 94  | 95  | −1  | 2   |
| Macedonia de Nord | 3 | 0 | 0 | 3 | 74  | 92  | −18 | 0   |
| Turcia            | 3 | 0 | 0 | 3 | 85  | 106 | −21 | 0   |

| Actualizat pe 27 octombrie 2024 \| Poz. \| Nume \| Echipă \| Goluri \| \| ---- \| -------------------- \| ----------------- \| ------ \| \| 1 \| Barbora Lancz \| Slovacia \| 26 \| \| 2 \| Tabea Schmid \| Elveția \| 24 \| \| 3 \| Bianca Bazaliu \| România \| 20 \| \| 3 \| Daphne Gautschi \| Elveția \| 20 \| \| 5 \| Mia Emmenegger \| Elveția \| 15 \| \| 6 \| Karin Bujnochová \| Slovacia \| 14 \| \| 7 \| Aslı İskit \| Turcia \| 13 \| \| 7 \| Sara Ristovska \| Macedonia de Nord \| 13 \| \| 9 \| Mariane Fernandes \| Brazilia \| 12 \| \| 10 \| Alicia Gogîrlă \| România \| 11 \| \| 10 \| Jovana Kiprijanovska \| Macedonia de Nord \| 11 \| \| 10 \| Erika Rajnohová \| Slovacia \| 11 \| \| 10 \| Yasemin Şahin \| Turcia \| 11 \| \| 10 \| Betül Yılmaz \| Turcia \| 11 \| Sursa: FRH Live | Distincțiile individuale au fost anunțate în timpul ceremoniei de premiere. - Cea mai bună jucătoare: Bruna de Paula - Cea mai bună marcatoare: Tabea Schmid (premiată, deși statistica online a FRH o indică pe Barbora Lancz drept cea mai bună marcatoare) - Cea mai bună apărătoare: Alessia Riner - Cel mai bun portar: Renata Arruda |                   |        |
| Poz. | Nume | Echipă            | Goluri |
| 1 | Barbora Lancz | Slovacia          | 26     |
| 2 | Tabea Schmid | Elveția           | 24     |
| 3 | Bianca Bazaliu | România           | 20     |
| 3 | Daphne Gautschi | Elveția           | 20     |
| 5 | Mia Emmenegger | Elveția           | 15     |
| 6 | Karin Bujnochová | Slovacia          | 14     |
| 7 | Aslı İskit | Turcia            | 13     |
| 7 | Sara Ristovska | Macedonia de Nord | 13     |
| 9 | Mariane Fernandes | Brazilia          | 12     |
| 10 | Alicia Gogîrlă | România           | 11     |
| 10 | Jovana Kiprijanovska | Macedonia de Nord | 11     |
| 10 | Erika Rajnohová | Slovacia          | 11     |
| 10 | Yasemin Şahin | Turcia            | 11     |
| 10 | Betül Yılmaz | Turcia            | 11     |